# Sungari
Sungari (čínsky znaky 松花江, mandžusky Sunggari ula) je řeka v provinciích Chej-lung-ťiang a Ťi-lin na severovýchodě Číny. Je 1927 km dlouhá. Povodí má rozlohu 524 000 km².

## Průběh toku
Pramení v pahorkatině Čchan-paj-šan a poté protíná Východomandžuské hory směrem z jihovýchodu na severozápad. Po soutoku s řekou Non prudce mění směr na severovýchod a protéká rovinami Sung-liao a San-ťiang. V rovinatých úsecích se rozděluje na oddělená ramena a meandruje. Je to největší pravý přítok Amuru. Na dolním toku přijímá zprava řeku Mudan.

## Vodní stav

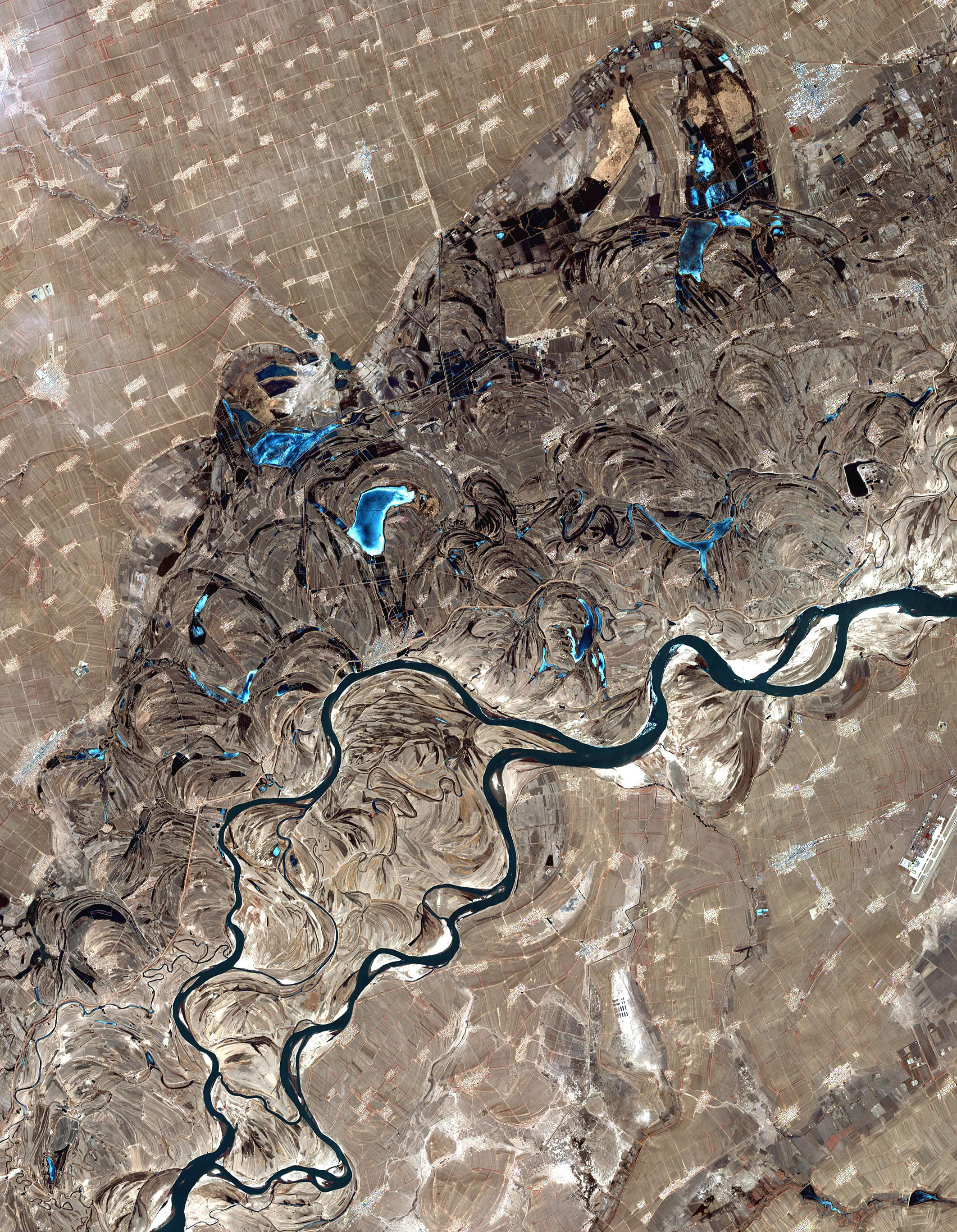
Sungari východně od Charbinu

Průměrný roční průtok vody v ústí je 2 470 m³/s. Zdroj vody je převážně dešťový. Nejvyšší vodnosti dosahuje v létě, kdy na ní dochází ke katastrofálním záplavám a také na jaře. Obsahuje mnoho unášených splavenin. Zamrzá v listopadu a rozmrzá v dubnu.

## Využití
Je splavná pod městem Ťi-lin. Další města na jejím toku jsou Charbin a Ťia-mu-s’. Na horním toku byla vybudována Fynmanská hydroelektrárna s přehradní nádrží dlouhou 150 km.